# Robert Monclar
Robert Joseph Marc Monclar (Servian, 13 agosto 1930 – Montagnac, 4 dicembre 2012) è stato un cestista francese.

## Carriera
Con la Francia ha disputato tre edizioni dei Giochi olimpici (Helsinki 1952, Melbourne 1956, Roma 1960), due dei Campionati mondiali (1950, 1954) e cinque dei Campionati europei (1951, 1953, 1955, 1957, 1959).

## Palmarès
- Campionato francese: 2

Racing club de France: 1952-53, 1953-54